# Directive sur les bases de données
La directive 96/9/CE du Parlement européen et du Conseil du 11 mars 1996 relative à la protection juridique des bases de données est une directive de l'Union européenne dans le domaine du droit d'auteur, prise dans le cadre des dispositions relatives au marché intérieur du traité de Rome. Elle harmonise le traitement des bases de données au titre du droit d'auteur et du droit sui generis pour les créateurs de bases de données non couvertes par le droit d'auteur.
À partir de 2022, la directive est réévaluée en lien avec la nouvelle proposition de loi européenne sur les données (Data Act). La consultation publique est fermée le 25 juin 2021 et une proposition pour une nouvelle harmonisation des règles sur les données a été publiée le 23 février 2022.

## Définition de base de données
L'article 1(2) définit une base de données comme « un ensemble d'œuvres, de données ou d'autres documents indépendants disposés de manière systématique ou méthodique et accessibles individuellement par des moyens électroniques ou autres ». Les bases de données non électroniques sont également couvertes (par. 14 du préambule). Tout programme informatique utilisé pour créer la base de données n'est pas inclus (par. 23 du préambule). La protection des droits d'auteur des logiciels est régie par la directive 91/250/CEE.

## Droits d'auteur
Sous l'article 3, les bases de données qui, « en raison de la sélection ou de la disposition de leur contenu, constituent la création intellectuelle de l'auteur » sont protégées par le droit d'auteur en tant que collections : aucun autre critère ne peut être utilisé par les États membres. Cela découle de l’Accord de 1994 sur les aspects des droits de propriété intellectuelle qui touchent au commerce (ADPIC), un traité largement adopté auquel tous les membres de l’Organisation mondiale du commerce sont parties. L'Accord sur les ADPIC clarifie et assouplit sans doute le critère de protection des collections dans la Convention de Berne pour la protection des œuvres littéraires et artistiques, qui couvre les « collections d'œuvres littéraires et artistiques » et exige de la créativité dans la « sélection et la disposition » du contenu : en pratique la différence sera probablement légère. Tout droit d'auteur sur la base de données est distinct et sans préjudice du droit d'auteur sur les entrées.
Les actes restreints par le droit d'auteur sont similaires à ceux des autres types d'œuvres (Art. 5) :
- reproduction temporaire ou permanente par tout moyen et sous quelque forme que ce soit, en tout ou partie ;
- traduction, adaptation, arrangement et toute autre modification ;
- toute forme de diffusion au public de la base de données ou de copies de celle-ci, sous réserve de l' épuisement des droits ;
- toute communication, exposition ou représentation au public ;
- toute reproduction, distribution, communication, affichage ou représentation au public d'une traduction, d'une adaptation, etc.

Cela n'empêche pas l'utilisation licite de la base de données par un utilisateur légitime [Art. 6(1)] : Les États membres peuvent prévoir tout ou partie des limitations suivantes [Art. 6(2)], ainsi que l’application de toute limitation traditionnelle au droit d'auteur :
- reproduction à des fins privées d'une base de données non électronique ;
- utilisation à des fins exclusives d'illustration pour l'enseignement ou la recherche scientifique, pour autant que la source soit indiquée et dans la mesure justifiée par la finalité non commerciale recherchée ;
- utilisation à des fins de sécurité publique ou aux fins d'une procédure administrative ou judiciaire.

La protection du droit d'auteur dure généralement soixante-dix ans après le décès du dernier auteur publiquement identifié. Les œuvres anonymes ou pseudonymes bénéficient d'une protection pendant 70 ans après que l'œuvre a été légalement mise à la disposition du public ou 70 ans après sa création, selon la dernière éventualité. Si la législation nationale prévoit des dispositions particulières pour les œuvres collectives ou pour qu'une personne morale (c'est-à-dire une personne morale) soit titulaire des droits, la durée de protection est calculée de la même manière que pour les œuvres anonymes ou pseudonymes, à l'exception que si des personnes physiques qui ont créé l'œuvre sont crédités dans les versions mises à la disposition du public, la durée de protection est calculée en fonction de la vie de ces auteurs. Art. 1, directive 93/98/CEE ).

## Contentieux notables

### Conseil britannique des courses de chevaux
Le British Horseracing Board (BHB) était le demandeur dans une affaire notable (C-203/02). Le litige concernait la réutilisation du contenu de leur service d'abonnement à l'information sur les courses de chevaux par d'autres parties. La Cour de Justice de l'Union européenne (CJCE) a statué en 2004 que les ressources utilisées pour la création des éléments qui composent le contenu d'une base de données ne sont pas protégées et BHB a dûment perdu son procès,.

### Apis-Hristovich EOOD contre Lakorda AD
Une décision de justice préliminaire (affaire C-545/07) rendue en 2009 en réponse à une saisine du tribunal bulgare par le Sofiyski gradski sad (tribunal municipal de Sofia ). Apis et Lakorda exploitaient toutes deux des bases de données d’informations juridiques. Lakorda avait été créée par d'anciens employés d'Apis et Apis alléguait que Lakorda avait extrait des données de deux modules d'informations juridiques au sein de sa base de données. L'arrêt a examiné la signification des termes « extraction », « transfert permanent » et « transfert temporaire » en relation avec les données, et a également établi que tout module d'une base de données qui pourrait être défini comme une base de données au sens de la directive devrait être traité comme une base de données en soi.

### CV-Online Lettonie
Un arrêt de la CJCE (ECLI:EU:C:2021:434) de juin 2021 a considérablement relevé le seuil de violation : un demandeur doit désormais établir qu'une prétendue « extraction substantielle » a également causé un « préjudice important » à son investissement dans ce domaine. base de données. L’affaire elle-même (C ‑ 762/19) concernait deux sociétés lettones fournissant des services de recherche d’emploi : CV ‑ Online Lettonie et Melons,,,. Husovec et Derclaye estiment que la CJCE « exige désormais que tous les actes d'extraction et de réutilisation entraînent un risque que le fabricant de bases de données ne soit pas en mesure de récupérer son investissement initial en raison de ces actions [et que], compte tenu du risque, le les tribunaux nationaux doivent mettre en balance les intérêts des autres parties dans le cadre du test de contrefaçon ».

## Voir également
- Droits voisins